# O Caminho das Nuvens
O Caminho das Nuvens é um filme brasileiro de 2003, do gênero drama, dirigido por Vicente Amorim. Foi produzido por Bruno Barreto e Ângelo Gastal; a trilha sonora é de André Abujamra. O filme é baseado em um fato real, na história de Cícero Ferreira Dias, um caminhoneiro desempregado que, junto com sua mulher e seus cinco filhos, pedalou desde Santa Rita, na Paraíba, até o Bangu, no Rio de Janeiro.

## Sinopse
Romão é um pai de família da Paraíba que está desempregado e decide enfrentar a estrada para chegar ao Rio de Janeiro, em busca de um emprego que lhe pague o salário de mil reais por mês, e assim propiciando vida digna a sua família. Para realizar este sonho, ele percorre 3.200 quilômetros de bicicleta, acompanhado da mulher Rose e dos cinco filhos, enfrentando fome, calor, cansaço e violência.

## Elenco
- Cláudia Abreu .... Rose
- Wagner Moura ....Romão
- Ravi Ramos Lacerda .... Antônio
- Sidney Magal .... Panamá
- Cláudio Jaborandy .... Gideão
- Franciolli Luciano .... Callado
- Manoel Sebastião Alves Filho .... Rodney
- Felipe Newton Silva Rodrigues .... Clevis
- Cícera Cristina Almino de Lima .... Suelena
- Cícero Wallyson A. Ferreira .... Cícero
- Carol Castro .... Sereia
- Caco Monteiro .... Severino
- Laís Corrêa .... Jurema
- Fábio Lago .... Neguiça
- Lúcio Leonn... Mau elemento

## Principais prêmios e indicações
Festival do Uruguai 2004
- Ganhou menção honrosa por parte do júri.

Festival de Cartagena 2004 (Colômbia)
- Indicado na categoria de melhor filme.

Festival de Havana 2003 (Cuba)
- Indicado na categoria de melhor filme.

Festival de San Sebastián 2003 (Espanha)
- Indicado na categoria de melhor filme.